# Macrobiotus almadai
Espèce
Macrobiotus almadai est une espèce de tardigrades de la famille des Macrobiotidae.

## Distribution
Cette espèce est endémique des Açores au Portugal. Elle se rencontre sur Pico et Faial.

## Publication originale
- Fontoura, Pilato & Lisi, 2008 : New records of eutardigrades (Tardigrada) from Faial and Pico Islands, the Azores, with the description of two new species. Zootaxa, no 1778, p. 37-47.